# 哈普鎮區 (伊利諾伊州德威特縣)
哈普鎮區（英語：Harp Township）是位於美國伊利諾伊州德威特縣的一個行政鎮區。

## 地方資料
根據2010年美國人口普查的數據，哈普鎮區的面積為89.90平方千米，當中陸地面積為80.70平方千米，而水域面積為9.20平方千米。當地共有人口311人，而人口密度為每平方千米3.46人。